# Entyloma eschscholziae
Entyloma eschscholziae är en svampart som beskrevs av Harkn. 1884. Entyloma eschscholziae ingår i släktet Entyloma och familjen Entylomataceae.   Inga underarter finns listade i Catalogue of Life.